# Lin-Manuel Miranda
Lin-Manuel Miranda (New York, 16 januari 1980) is een Amerikaans acteur, toneelschrijver, componist, rapper en schrijver. Miranda is vooral bekend vanwege het creëren van de Broadwaymusicals Hamilton en In the Heights. Hij heeft onder andere een Pulitzerprijs gewonnen, drie Grammy's, een Emmy, een MacArthur Fellowship en drie Tony Awards. Ook heeft hij een ster op de Hollywood Walk of Fame.
Miranda schreef de muziek en teksten voor de musical In the Heights, die in maart 2008 opende in het Richard Rodgers Theatre. Miranda's werk voor de show leverde hem talloze onderscheidingen op, waaronder een Tony Award en Grammy Award. Zijn hoofdrol in de musical leverde hem tevens een Tony Award-nominatie op.
Vervolgens schreef Miranda het libretto, de muziek en de teksten voor Hamilton, zijn tweede grote Broadwaymusical. De musical is geïnspireerd op de biografie Alexander Hamilton uit 2004, geschreven door historicus Ron Chernow. De show ontving in 2016 de Pulitzerprijs voor drama, een Grammy voor het beste musicaltheateralbum en werd genomineerd voor 16 Tony Awards, waarvan er 11 werden gewonnen, waaronder die voor beste musical, beste originele soundtrack en beste libretto. Voor zijn hoofdrol in de show ontving Miranda in 2016 de Drama League-acteerprijs, evenals een tweede Tony Award-nominatie voor zijn acteerwerk.
Miranda schreef tevens alle liedjes voor de Disney-films Vaiana (Moana) en Encanto. In 2021 regisseerde hij de biografische film Tick, Tick... Boom! met Andrew Garfield in de hoofdrol. In 2023 was hij producent van de Disney live-action film The Little Mermaid uit 2023.
In 2017 werd Miranda voor het eerst genomineerd voor een Oscar voor het liedje How Far I'll Go uit Vaiana (Moana). In 2022 kreeg hij wederom een nominatie, ditmaal voor Dos Oruguitas uit Encanto.
Daarnaast speelde Miranda een Stormtrooper in de film Star Wars: Episode IX: The Rise of Skywalker uit 2019.
In 2023-2024 speelde Miranda de Griekse god Hermes in de Disney+-serie Percy Jackson and the Olympians. In het najaar van 2024 verzorgde hij nummers voor de bioscoopfilm Mufasa: The Lion King.
- Bibsys: 1533887380792
- Bibliothèque nationale de France: cb17162462p (data)
- Gemeinsame Normdatei: 142923826
- International Standard Name Identifier: 0000 0001 1482 990X
- Library of Congress Control Number: no2008101876
- MusicBrainz: 925c7673-0e85-410f-b7e4-d9705a7aa619
- Bibliotheek van het Japanse parlement: 001261428
- Nationale Bibliotheek van Tsjechië: xx0203442
- Nationale Bibliotheek van Israël: 987007319680205171
- Nationale Bibliotheek van Polen: a0000003425134
- Nederlandse Thesaurus van Auteursnamen: 31611975X
- SNAC: w6z05xw7
- Système universitaire de documentation: 237728923
- Virtual International Authority File: 163147814
- WorldCat: E39PBJtcGQcHKw4hTCRgjVYpT3